# Stadtbibliothek Weißenburg
Die Stadtbibliothek Weißenburg befindet sich im Gebäude der Alten Post an der Friedrich-Ebert-Str. 20 in der denkmalgeschützten Altstadt von Weißenburg in Bayern (Mittelfranken). Zu den über 43.000 Medieneinheiten der Bibliothek und der über 40.000 elektronischen Medien kommen Fernleihen aus allen großen Bibliotheken Bayerns. In gewisser Weise Vorgänger der Stadtbibliothek war die Buchsammlung der Reichsstadt, heute als Teil des Stadtarchivs im Ellinger Tor untergebracht.

## Geschichte
Am 21. November 1875 gründete der Weißenburger Bürgerverein die Volksbibliothek, die 1880 in das heutige Gebäude der Fachoberschule, 1896 in die Alte Lateinschule und 1899 in ein ehemaliges Fleischhaus (Höllgasse 3) zog. 1908 verlegte man die Bibliothek erneut in die Alte Lateinschule. 1913 wurde die Bibliothek in Troeltsche Volksbibliothek umbenannt. 1925 zog die Bibliothek in das Kleine Spital und 1935 nach der Umbenennung in Städtische Volksbibliothek in das Haus Martin-Luther-Platz 7 um. Nach dem Zweiten Weltkrieg hatte die Bibliothek einen Bestand von gerade einmal 500 Bänden. 1947 erfolgte der Umzug in das Alte Rathaus; 1951 zog die Bibliothek in das Neue Rathaus. 1954 kam die Bibliothek erneut in das Kleine Spital, bis sie 1966 in der Alten Post ihren Platz fand. 1984 bis 1998 war der Träger der Bücherei der Landkreis Weißenburg-Gunzenhausen. Von 1999 bis 2001 erfolgte eine Renovierung der Alten Post und eine Erweiterung des Gebäudes, wodurch die Fläche um 700 Quadratmeter auf insgesamt 1.000 Quadratmeter vergrößert wurde.